# Фёдоров (лунный кратер)
Кратер Фёдоров (лат. Fedorov) —  небольшой кратер в пограничной области между Океаном Бурь и Морем Дождей на видимой стороне Луны. Название присвоено в честь русского изобретателя Александра Петровича Фёдорова (1872 — после 1910) и утверждено Международным астрономическим союзом в 1979 г. 

## Описание кратера

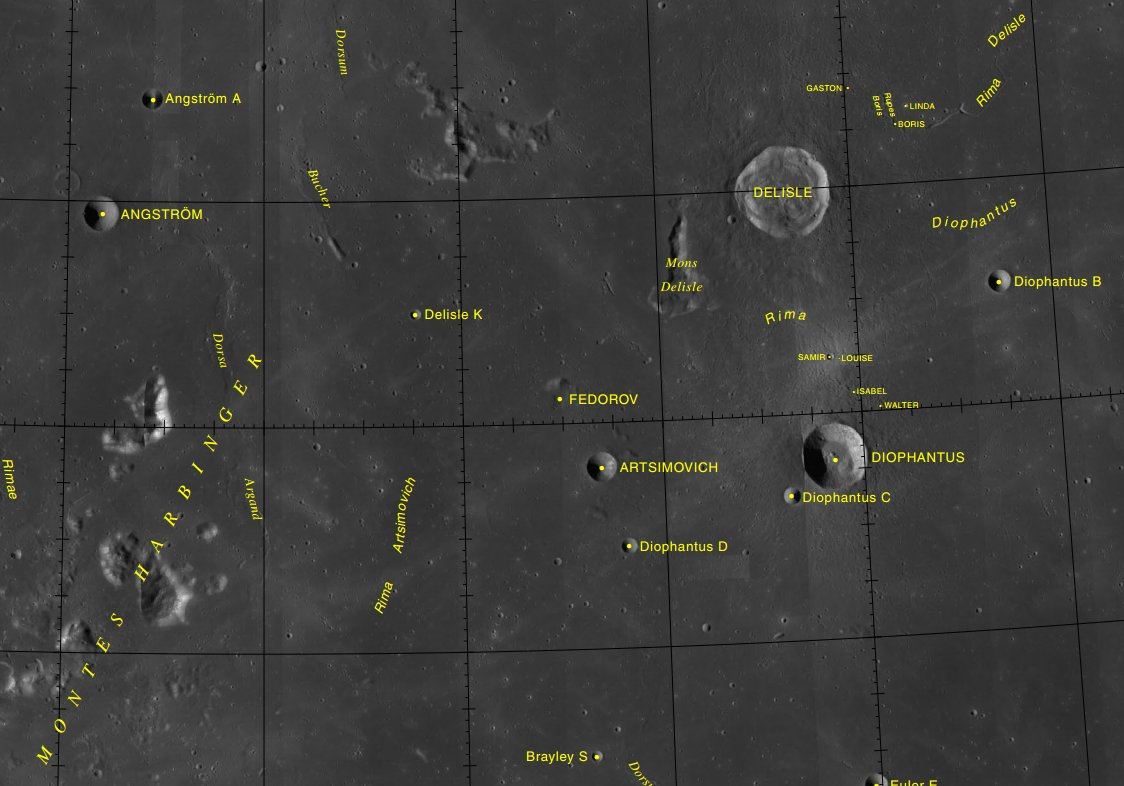
Окрестности кратера Фёдоров. Фрагмент карты LAC-39.

Ближайшими соседями кратера являются кратер Ангстрем на западе-северо-западе; кратер Делиль на северо-востоке; группа маленьких кратеров – Самир, Луиза, Изабель, Валтер на востоке; кратер Диофант на востоке-юго-востоке и кратер Арцимович на юге-юго-востоке. На юго-западе от кратера расположена гряда Бачера; на северо-западе борозда Арцимовича; на северо-востоке пик Делиля; на западе-юго-западе горы Харбингер. Селенографические координаты центра кратера 28°14′ с. ш. 37°03′ з. д. / 28,23° с. ш. 37,05° з. д., диаметр 6,1 км, глубина 170 м.
Кратер Фёдоров имеет удлиненную форму, северная часть вала представляет собой широкий хребет, возвышающийся над окружающей местностью приблизительно на 800 м .

## Сателлитные кратеры
Отсутствуют.

## См.также
- Список кратеров на Луне
- Лунный кратер
- Морфологический каталог кратеров Луны
- Планетная номенклатура
- Селенография
- Минералогия Луны
- Геология Луны
- Поздняя тяжёлая бомбардировка